# Transformers: Dark of the Moon
Transformers: Dark of the Moon eller Transformers 3 är en amerikansk science fiction-film som hade biopremiär i USA den 29 juni 2011. Det var den tredje uppföljaren till filmen Transformers från 2007. Den släpptes i 3D med Dolby Digital 7.1 Sound.

## Handling
Ett rymdskepp kraschar på månens baksida 1961 och både USA och Sovjet får reda på detta. De startar en kapplöpning om att först komma till månen och upptäcka skeppets hemliga skatter. 1969 kommer USA fram och upptäcker ett skepp med döda Autobots som flytt från Cybertron under krigets sista dagar med ett topphemligt föremål som ska användas till att återskapa Cybertron. Skeppets kapten Sentinel Prime (Leonard Nimoy) dör tillsammans med besättningen och hela händelsen klassas som topphemlig. 
Sam Witwicky (Shia LaBeouf) har lyckats avsluta college, gräla och göra slut med Mikaela, fått en medalj av själva Barack Obama, USA:s president, och fått en ny flickvän, Carly Spencer (Rosie Huntington-Whiteley), som han bor tillsammans med i Washington, D.C.. Men Sam vill mer, han vill bli accepterad, han söker jobb efter jobb utan att lyckas, medan Optimus Prime (Peter Cullen) och Autobots stoppar konflikt efter konflikt på jorden, tillsammans med NEST. Vid en sammandrabbning i Tjernobyl mellan Optimus Prime, NEST och Shockwave (Frank Welker) visar det sig att Decepticons har kommit över det föremål som det kraschlandade skeppet på månen förde med sig.
Megatron (Hugo Weaving) och hans soldater Starscream (Charles Adler) och Soundwave (Frank Welker) mobiliserar Decepticons genom att lura Autobots i en fälla, en fälla som sättes igång för flera tusen år sedan och som Optimus lätt faller för. Han återupplivar Sentinel Prime som sedan förråder Autobots och öppnar en portal som skickar hundratals Decepticons till jorden som ockuperar och förstör Chicago. Carly blir kidnappad och Sam gör allt för att få tillbaka henne medan Optimus Prime och resten av Autobots och NEST gör allt för att hindra Megatron och Sentinel Primes plan att via en portal ta Cybertron till jorden och att ett nytt långvarigt krig ska påbörjas.

## Om filmen
- Filmen lyckades få bättre kritik än tvåan, men var ändå en film som gjorde många lite besvikna. Det blev blandad kritik, bland annat gillade många specialeffekterna och actionsekvenserna. Däremot var man inte förtjust i skådespeleriet som var ganska blandat. 3D-effekterna blev kritiker-rosade och filmen kallades den bästa 3D-filmen sen Avatar (film).
- Michael Bay har sagt att den tredje filmen kommer att ha mindre slapstick-komedi än föregångaren. Det finns några men, inte lika mycket som tvåan.
- Filmen drog in 1,1 miljarder dollar globalt och blev därmed den näst mest inkomstbringande filmen 2011 efter att ha blivit slagen av Harry Potter och dödsrelikerna – Del 2.
- Till slut fick den 3 Oscarnomineringar, bland annat Bästa Specialeffekter, Bästa ljud och Bästa ljudeffekter men vann inga efter att ha blivit slagen av Hugo Cabret.

## Rollista och karaktärer

### Människor
- Shia LaBeouf - Sam Witwicky, filmens hjälte och nära vän med Autobots
- Josh Duhamel - Överste William Lennox, chef över NEST
- John Turturro - Seymour Simmons, före detta agent på nu nedlagda Sektor 7
- Tyrese Gibson - Robert Epps, före detta medlem i NEST och nära vän med Lennox
- Rosie Huntington-Whiteley - Carly Spencer, Sams nya flickvän och anställd på Dylan Goulds företag
- Patrick Dempsey - Dylan Gould, Carlys chef, berömd racerförare
- Kevin Dunn - Ron Witwicky, Sams pappa
- Julie White - Judy Witwicky, Sams mamma
- John Malkovich - Bruce Brazos, Sams chef
- Frances McDormand - Charlotte Mearing, chef för underrättelsetjänsten
- Ken Jeong - Jerry "Deep" Wang, paranoid programmerare på Sams jobb
- Alan Tudyk - Dutch, Simmons assistent
- Glenn Morshower - General Morshower
- Lester Speight - "Hardcore" Eddie, före detta medlem i NEST

### Autobots
- Peter Cullen - Optimus Prime, ledaren över Autobots och numera bäraren av Ledarskapets Matrix, han transformerar sig till en Peterbilt 379
- Jess Harnell - Ironhide, Autobots vapenspecialist, han transformerar sig till en svart GMC Topkick C4500-pickup
- Robert Foxworth - Ratchet, sjukvårdaren inom Autobots, han transformerar sig till en Hummer H2-ambulans
- James Remar - Sideswipe, en soldat inom Autobots, han transformerar sig till en silver Chevrolet Corvette Stingray Concept Convertible
- Francesco Quinn - Dino, medlem i Autobots och har en italiensk dialekt, han transformerar sig till en Ferrari 458 Italia
- George Coe - Que, forskare vars huvud liknar Albert Einstein, han transformerar sig till en Mercedes-Benz E550
- Tom Kenny - Wheelie, en radiostyrd bil som är vän med Brains och före detta Decepticon sedan De besegrades hämnd
- Reno Wilson - Brains, en laptop-Autobot och vän med Wheelie
- Bumblebee, Sams beskyddare, hans röstprocessor skadades i strid och talar via radion, han transformerar sig till en gul Chevrolet Camaro
- Ron Bottitta - Roadbuster, en av de tre Wreckers, han transformerar sig till en Dale Earnhardt Jr. #88 AMP Energy/National Guard-bil
- John DiMaggio - Leadfoot, Wreckers ledare, han transformerar sig till en Juan Pablo Montoya #42 Target-bil

### Decepticons
- Hugo Weaving - Megatron, tyrannen och ledaren över Decepticons, i Transformers transformerar han sig till en Cybertronian-jet, i De besegrades hämnd till en Cybertronian-stridsvagn och i den här filmen till en gammal safari-lastbil
- Leonard Nimoy - Sentinel Prime, före detta ledare över Autobots och förråder Optimus Prime för Megatron, han transformerar sig till en röd och svart Rosenbauer Panther-brandbil
- Charles Adler - Starscream, luftkommendör inom Decepticons och står Megatron troget, han transformerar sig till en Lockheed Martin F-22 Raptor-jetplan
- Frank Welker - Shockwave, en Decepticon begravd under Tjernobyl och ansluten till Megatron
- Frank Welker - Soundwave, Megatrons kommunikationschef, i De besegrades hämnd är han Decepticons satellit över Jorden och i den här filmen transformerar han sig till en Mercedes-Benz SLS AMG
- Frank Welker - Barricade, han är en av de som omringar Autobots efter att ha fångat dem i Chicago och transformerar sig till en polisbil, sista gången man såg honom var på motorvägen under slutstriden i Transformers
- Keith Szarabajka - Laserbeak, en av Soundwaves följeslagare och ser ut som en kondor
- Greg Berg - Igor, förvuxen Decepticon som är personlig tjänare åt Megatron, han dyker upp på savannen

## Produktion

### Rollbesättning
Megan Fox var ursprungligen knuten till filmen, och Patrick Dempseys roll som Dylan Gould skulle vara arbetsgivaren för Foxs karaktär, Mikaela Banes. Enligt olika publicerade källor berodde Fox frånvaro från filmen på att Bay i slutändan valde att inte förnya hennes roll med hänsyn till att hon jämförde honom och hans arbetsetik med Adolf Hitler, även om representanter för skådespelerskan sa att det var hennes beslut att avgå. Bay hävdade senare att Fox avskedades av exekutiva producenten Steven Spielberg, ett påstående som Spielberg förnekade.
Eftersom Fox inte repriserade sin roll valdes Rosie Huntington-Whiteley för att spela Sams nya kärleksintresse.

### Fotnoter
1. ↑  ”Transformers: Dark of the Moon” (på engelska). Box Office Mojo. 29 juni 2011. http://www.boxofficemojo.com/movies/?id=transformers3.htm. Läst 21 september 2016.
2. ↑  May 2010, Total Film 05. ”Patrick Dempsey joins Transformers 3” (på engelska). Total Film. https://www.gamesradar.com/patrick-dempsey-joins-transformers-3/. Läst 10 augusti 2020.
3. ↑  Finke, Nikki; Finke, Nikki (20 maj 2010). ”MICHAEL BAY'S REVENGE! No More Megan; UPDATE: Suggested Replacements” (på engelska). Deadline. https://deadline.com/2010/05/michael-bays-revenge-no-more-megan-42852/. Läst 10 augusti 2020.
4. ↑  ”Megan Fox: It Was My Decision to Leave Transformers” (på engelska). PEOPLE.com. https://people.com/movies/megan-fox-it-was-my-decision-to-leave-transformers/. Läst 10 augusti 2020.
5. ↑  Fennessey, Sean. ”Why Michael Bay Fired Megan Fox from Transformers” (på amerikansk engelska). GQ. https://www.gq.com/story/michael-bay-steven-spielberg-fired-megan-fox-transformers. Läst 10 augusti 2020.
6. ↑  ”Steven Spielberg Would Like Michael Bay To Do More ‘Transformers;’ Has Genre Locked For ‘Indiana Jones 5,’ Expands On ‘Crystal Skull’ Criticism” (på amerikansk engelska). /Film. 2 december 2011. https://www.slashfilm.com/steven-spielberg-michael-bay-transformers-genre-locked-indy-5-expands-crystal-skull-criticism/. Läst 10 augusti 2020.
7. ↑  ”It's official: Victoria's Secret model Rosie Huntington-Whiteley replaces Megan Fox in 'Transformers 3'” (på engelska). EW.com. https://ew.com/article/2010/06/03/angel-rosie-transformer/. Läst 10 augusti 2020.